# Unione Calcio Sampdoria 2007-2008
Questa voce raccoglie i dati riguardanti l'Unione Calcio Sampdoria nelle competizioni ufficiali della stagione 2007-2008.

## Stagione
Nella stagione 2007-2008 la squadra blucerchiata passa nelle mani del tecnico Walter Mazzarri, la Sampdoria è decisa a puntare su Antonio Cassano. Anche grazie al contributo dell'asso ex Roma, i doriani hanno disputato un buon campionato: nel corso delle 38 giornate, sono state ottenute ben sei vittorie casalinghe con il punteggio (3-0). La squadra all'inizio, si è stabilizzata nelle posizioni di centro classifica. Ma poi grazie a tre successi nelle prime quattro partite del girone di ritorno, tra cui la vittoria nel derby della Lanterna (1-0) con una rete di Maggio in zona Cesarini, i blucerchiati hanno raggiunto il settimo posto, a soli due punti dalla zona UEFA. Con altri ottimi risultati nelle seguenti 8 partite, tra cui un pareggio contro l'Inter (1-1) con rete di Cassano e una inaspettata vittoria a San Siro contro il Milan (1-2) e anche grazie al cammino altalenante delle rivali, la Sampdoria ha potuto lottare per un posto della la prossima Champions. Purtroppo, le sconfitte contro Reggina esterna (1-0) e Roma interna (0-3), ed il pareggio esterno contro la Fiorentina (2-2) hanno spento le speranze di poter partecipare alla massima competizione continentale. Il sesto posto nella classifica finale è valso comunque la qualificazione alla Coppa UEFA 2008-2009, rappresentando l'esordio continentale per il nuovo tecnico.

## Organigramma societario
Area direttiva
- Presidente: Riccardo Garrone
- Vice presidente: Fabrizio Parodi
- Amministratore delegato: Giuseppe Marotta
- Direttore generale: Giuseppe Marotta
- Consiglieri: Vittorio Garrone, Emanuele Repetto, Giorgio Vignolo, Monica Mondini, Enrico Cisnetto

Area organizzativa
- Segretario generale: Umberto Marino
- Team manager: Giorgio Ajazzone

Area comunicazione
- Responsabile: Alberto Marangon
- Ufficio stampa: Matteo Gamba

Area marketing
- Ufficio marketing: Marco Caroli, Cristina Serra, Christian Monti

Area tecnica
- Direttore sportivo: Salvatore Asmini
- Allenatore: Walter Mazzarri
- Collaboratore tecnico: Nicolò Frustalupi
- Preparatore atletico: Giuseppe Pondrelli
- Preparatore dei portieri: Nunzio Papale

Area sanitaria
- Responsabile: Dott. Amedeo Baldari
- Medici sociali: Dott. Claudio Mazzola, Dotto. Claudio Rigo, Dott. Gian Edilio Solimei
- Massaggiatori: Cosimo Cannas, Maurizio Lo Biundo

## Rosa
| N. |                      | Ruolo | Calciatore                |
| -- | -------------------- | ----- | ------------------------- |
| 1  | Italia (bandiera)    | P     | Luca Castellazzi          |
| 3  | Svizzera (bandiera)  | C     | Reto Ziegler              |
| 4  | Italia (bandiera)    | C     | Sergio Volpi              |
| 5  | Italia (bandiera)    | D     | Pietro Accardi            |
| 6  | Italia (bandiera)    | D     | Stefano Lucchini          |
| 7  | Italia (bandiera)    | D     | Christian Maggio          |
| 8  | Italia (bandiera)    | C     | Andrea Poli               |
| 9  | Italia (bandiera)    | A     | Vincenzo Montella         |
| 11 | Italia (bandiera)    | A     | Claudio Bellucci          |
| 13 | Italia (bandiera)    | A     | Emiliano Bonazzoli        |
| 14 | Italia (bandiera)    | D     | Luigi Sala                |
| 16 | Argentina (bandiera) | D     | Hugo Campagnaro           |
| 17 | Italia (bandiera)    | C     | Angelo Palombo (capitano) |
| 18 | Ungheria (bandiera)  | C     | Vladimir Koman            |

| N. |                        | Ruolo | Calciatore           |
| -- | ---------------------- | ----- | -------------------- |
| 19 | Italia (bandiera)      | C     | Daniele Franceschini |
| 21 | Italia (bandiera)      | C     | Paolo Sammarco       |
| 22 | Nigeria (bandiera)     | A     | Ikechukwu Kalu       |
| 26 | Serbia (bandiera)      | C     | Nikola Gulan         |
| 28 | Italia (bandiera)      | D     | Daniele Gastaldello  |
| 32 | Uruguay (bandiera)     | D     | Leonardo Migliónico  |
| 40 | Italia (bandiera)      | C     | Gennaro Delvecchio   |
| 46 | Italia (bandiera)      | D     | Mirko Pieri          |
| 77 | Italia (bandiera)      | C     | Cristian Zenoni      |
| 83 | Italia (bandiera)      | P     | Antonio Mirante      |
| 88 | Stati Uniti (bandiera) | A     | Gabriel Enzo Ferrari |
| 90 | Italia (bandiera)      | P     | Vincenzo Fiorillo    |
| 99 | Italia (bandiera)      | A     | Antonio Cassano      |

## Calciomercato

### Sessione estiva di mercato
| Acquisti | Acquisti            | Acquisti    | Acquisti                         |
| R.       | Nome                | da          | Modalità                         |
| -------- | ------------------- | ----------- | -------------------------------- |
| P        | Antonio Mirante     | Juventus    | prestito                         |
| P        | Daniele Padelli     | Liverpool   | fine prestito                    |
| D        | Hugo Campagnaro     | Piacenza    | definitivo                       |
| D        | Daniele Gastaldello | Juventus    | definitivo                       |
| D        | Stefano Lucchini    | Empoli      | svincolato                       |
| C        | Massimo Bonanni     | Ascoli      | fine prestito                    |
| C        | Christian Maggio    | Fiorentina  | comproprietà                     |
| C        | Andrea Poli         | Treviso     | comproprietà                     |
| C        | Paolo Sammarco      | Milan       | comproprietà                     |
| C        | Reto Ziegler        | Tottenham   | riscatto                         |
| A        | Claudio Bellucci    | Bologna     | svincolato                       |
| A        | Andrea Caracciolo   | Palermo     | comproprietà                     |
| A        | Antonio Cassano     | Real Madrid | prestito con diritto di riscatto |
| A        | Salvatore Foti      | Vicenza     | fine prestito                    |
| A        | Ikechukwu Kalu      | Chiasso     | fine prestito                    |
| A        | Vincenzo Montella   | Roma        | prestito                         |

| Cessioni           | Cessioni             | Cessioni          | Cessioni      |
| R.                 | Nome                 | a                 | Modalità      |
| ------------------ | -------------------- | ----------------- | ------------- |
| P                  | Gianluca Berti       | Cesena            | svincolato    |
| P                  | Daniele Padelli      | Pisa              | prestito      |
| P                  | Carlo Zotti          | Roma              | fine prestito |
| D                  | Giulio Falcone       | Parma             | svincolato    |
| D                  | Christian Terlizzi   | Catania           | definitivo    |
| D                  | Ivan Živanović       |                   | svincolato    |
| C                  | Luca Antonini        | Milan             | definitivo    |
| C                  | Massimo Bonanni      | Bari              | prestito      |
| C                  | Bruno Fontes da Mota | Bellinzona        | prestito      |
| C                  | Rubén Olivera        | Juventus          | fine prestito |
| C                  | Andrea Parola        | Cagliari          | definitivo    |
| C                  | Danilo Soddimo       | Sambenedettese    | prestito      |
| C                  | Gionata Mingozzi     | Treviso           | comproprietà  |
| A                  | Fabio Bazzani        | Brescia           | svincolato    |
| Fabio Quagliarella | Udinese              | fine comproprietà |               |
| A                  | Alessandro Romeo     | Legnano           | prestito      |
| A                  | Bridrece Azor        | Teramo            | prestito      |

### Sessione invernale di mercato
| Acquisti | Acquisti            | Acquisti   | Acquisti      |
| R.       | Nome                | da         | Modalità      |
| -------- | ------------------- | ---------- | ------------- |
| D        | Leonardo Migliónico | Piacenza   | comproprietà  |
| C        | Nikola Gulan        | Partizan   | comproprietà  |
| D        | Christian Maggio    | Fiorentina | riscatto      |
| C        | Andrea Poli         | Treviso    | riscatto      |
| A        | Bridrece Azor       | Teramo     | fine prestito |

| Cessioni | Cessioni            | Cessioni    | Cessioni     |
| R.       | Nome                | a           | Modalità     |
| -------- | ------------------- | ----------- | ------------ |
| D        | Alessandro Bastrini | Modena      | prestito     |
| A        | Salvatore Foti      | Messina     | prestito     |
| A        | Andrea Caracciolo   | Brescia     | definitivo   |
| A        | Bridrece Azor       | Castelnuovo | prestito     |
| A        | Corrado Colombo     | Pisa        | comproprietà |

## Risultati

### Serie A

#### Girone di andata
| Arbitro: | Orsato (Schio) |

|            |           |                           |
| Corvia 69’ | Marcatori | 34’ Bellucci 86’ Montella |

| Genova 2 settembre 2007, ore 20:30 UTC+1 2ª giornata | Sampdoria        | 0 – 0 referto | Lazio | Stadio Luigi Ferraris (20.564 spett.)\| Arbitro: \| Rocchi (Firenze) \| |
| Arbitro:                                             | Rocchi (Firenze) |               |       |                                                                         |

| Arbitro: | Gava (Conegliano Veneto) |

|                         |           |  |
| Zalayeta 43’ Hamšík 76’ | Marcatori |  |

| Genova 23 settembre 2007, ore 20:30 UTC+1 4ª giornata | Sampdoria        | 0 – 0 referto | Genoa | Stadio Luigi Ferraris (33.060 spett.)\| Arbitro: \| Rosetti (Torino) \| |
| Arbitro:                                              | Rosetti (Torino) |               |       |                                                                         |

| Arbitro: | Tagliavento (Terni) |

|                               |           |  |
| Ibrahimović 23’, 49’ Figo 58’ | Marcatori |  |

| Arbitro: | Ayroldi (Molfetta) |

|                                      |           |  |
| Bellucci 4’ Sammarco 57’ Cassano 83’ | Marcatori |  |

| Arbitro: | Saccani (Mantova) |

|            |           |  |
| Corini 87’ | Marcatori |  |

| Arbitro: | Trefoloni (Siena) |

|                                |           |  |
| Montella 26’ Bellucci 48’, 58’ | Marcatori |  |

| Arbitro: | Girardi (San Donà di Piave) |

|                               |           |  |
| G. Mascara 2’ J. Martínez 42’ | Marcatori |  |

| Arbitro: | Ayroldi (Molfetta) |

|  |           |                                                      |
|  | Marcatori | 47’ Kaká 53’, 62’ Gilardino 75’ Gourcuff 79’ Seedorf |

| Arbitro: | Morganti (Ascoli Piceno) |

|  |           |                                     |
|  | Marcatori | 33’ Volpi 39’ Caracciolo 45’ Maggio |

| Arbitro: | Palanca (Roma 1) |

|                                                |           |  |
| Giacomazzi 5’ (aut.) Montella 40’ Sammarco 89’ | Marcatori |  |

| Arbitro: | Gervasoni (Mantova) |

|                             |           |              |
| Knežević 8’ Tavano 10’, 88’ | Marcatori | 80’ Bellucci |

| Arbitro: | Tagliavento (Terni) |

|                               |           |  |
| Bellucci 5’, 76’ Sammarco 55’ | Marcatori |  |

| Arbitro: | Damato (Barletta) |

|                                     |           |                                |
| Di Natale 23’ Quagliarella 70’, 87’ | Marcatori | 34’ (rig.) Bellucci 40’ Maggio |

| Arbitro: | Gava (Conegliano Veneto) |

|                             |           |                      |
| Gastaldello 19’ Cassano 69’ | Marcatori | 38’ Mutu 57’ Donadel |

| Arbitro: | Gervasoni (Mantova) |

|                       |           |  |
| Totti 18’ (rig.), 90’ | Marcatori |  |

| Arbitro: | Banti (Livorno) |

|                                       |           |  |
| Bellucci 20’ Sammarco 45’ Cassano 77’ | Marcatori |  |

| Torino 20 gennaio 2008, ore 15:00 UTC+1 19ª giornata | Juventus          | 0 – 0 referto | Sampdoria | Stadio Olimpico (Torino) (22.379 spett.)\| Arbitro: \| Saccani (Mantova) \| |
| Arbitro:                                             | Saccani (Mantova) |               |           |                                                                             |

#### Girone di ritorno
| Arbitro: | Mazzoleni (Bergamo) |

|             |           |  |
| Cassano 44’ | Marcatori |  |

| Arbitro: | Orsato (Schio) |

|                      |           |               |
| Mauri 37’ Rocchi 77’ | Marcatori | 45+1’ Cassano |

| Arbitro: | Giannoccaro (Lecce) |

|                                       |           |  |
| G. Delvecchio 76’ D. Franceschini 82’ | Marcatori |  |

| Arbitro: | Rizzoli (Bologna) |

|  |           |            |
|  | Marcatori | 87’ Maggio |

| Arbitro: | Rocchi (Firenze) |

|             |           |            |
| Cassano 65’ | Marcatori | 76’ Crespo |

| Arbitro: | Ciampi (Roma 1) |

|                                        |           |          |
| Doni 13’, 31’ Floccari 36’ Capelli 53’ | Marcatori | 3’ Volpi |

| Arbitro: | Pierpaoli (Firenze) |

|                      |           |                                   |
| Sala 45’ Cassano 52’ | Marcatori | 17’ Comotto 51’ (rig.) Di Michele |

| Arbitro: | Celi (Campobasso) |

|           |           |                          |
| Budan 67’ | Marcatori | 12’ Maggio 57’ Bonazzoli |

| Arbitro: | Romeo (Verona) |

|                                      |           |             |
| Palombo 68’ Accardi 76’ Bellucci 86’ | Marcatori | 74’ Stovini |

| Arbitro: | Banti (Livorno) |

|              |           |                              |
| Paloschi 71’ | Marcatori | 12’ Maggio 25’ G. Delvecchio |

| Arbitro: | Valeri (Roma) |

|                       |           |            |
| D. Franceschini 90+1’ | Marcatori | 42’ Foggia |

| Arbitro: | Trefoloni (Siena) |

|  |           |                                   |
|  | Marcatori | 7’ Sammarco 16’ (aut.) Marzoratti |

| Arbitro: | Romeo (Verona) |

|                          |           |  |
| Maggio 67’ Bonazzoli 85’ | Marcatori |  |

| Arbitro: | Gava (Conegliano Veneto) |

|             |           |  |
| Brienza 35’ | Marcatori |  |

| Arbitro: | Dondarini (Finale Emilia) |

|                                      |           |  |
| Cassano 24’ Bellucci 44’, 55’ (rig.) | Marcatori |  |

| Arbitro: | Rosetti (Torino) |

|                              |           |                              |
| C. Vieri 78’ Mutu 84’ (rig.) | Marcatori | 63’ Maggio 90+3’ Gastaldello |

| Arbitro: | Saccani (Mantova) |

|  |           |                                     |
|  | Marcatori | 75’ Panucci 79’ Pizarro 85’ Cicinho |

| Arbitro: | C. Russo (Nola) |

|  |           |                        |
|  | Marcatori | 61’ Cassano 75’ Maggio |

| Arbitro: | Valeri (Roma 2) |

|                                     |           |                                               |
| Cassano 22’ Maggio 40’ Montella 79’ | Marcatori | 7’, 64’ (rig.) Del Piero 16’ (rig.) Trezeguet |

### Coppa Italia

#### Ottavi Di Finale
| Arbitro: | Palanca (Roma 1) |

|           |           |  |
| Matri 73’ | Marcatori |  |

| Arbitro: | Velotto (Grosseto) |

|                                        |           |  |
| Bonazzoli 4’, 89’ Sala 48’ Palombo 75’ | Marcatori |  |

#### Quarti Di Finale
| Arbitro: | Morganti (Ascoli Piceno) |

|             |           |             |
| Ziegler 62’ | Marcatori | 69’ Vucinic |

| Arbitro: | Ayroldi (Molfetta) |

|                |           |  |
| A. Mancini 61’ | Marcatori |  |

#### Terzo Turno
| Arbitro: | Sandmoen |

|  |           |                |
|  | Marcatori | 45+3’ Lucchini |

| Arbitro: | Kuipers |

|              |           |  |
| Maggio 90+2’ | Marcatori |  |

### Coppa UEFA

#### Preliminari
| Arbitro: | Paixão |

|  |           |                |
|  | Marcatori | 44’ Campagnaro |

| Arbitro: | Královec |

|                     |           |             |
| Montella 34’ (rig.) | Marcatori | 82’ Hrgović |

#### Primo turno
| Arbitro: | Einwaller |

|                             |           |                         |
| Delvecchio 18’ Bellucci 61’ | Marcatori | 19’ Prica 55’ Johansson |

| Aalborg 4 ottobre 2007, ore 19:00 UTC+1 Ritorno | Aalborg | 0 – 0 referto | Sampdoria | Aalborg Stadion (10.000 spett.)\| Arbitro: \| Verbist \| |
| Arbitro:                                        | Verbist |               |           |                                                          |

## Statistiche

### Statistiche di squadra
| Competizione    | Punti | In casa | In casa | In casa | In casa | In casa | In casa | In trasferta | In trasferta | In trasferta | In trasferta | In trasferta | In trasferta | Totale | Totale | Totale | Totale | Totale | Totale | DR  |
| Competizione    | Punti | G       | V       | N       | P       | Gf      | Gs      | G            | V            | N            | P            | Gf           | Gs           | G      | V      | N      | P      | Gf     | Gs     | DR  |
| --------------- | ----- | ------- | ------- | ------- | ------- | ------- | ------- | ------------ | ------------ | ------------ | ------------ | ------------ | ------------ | ------ | ------ | ------ | ------ | ------ | ------ | --- |
| Serie A         | 60    | 19      | 10      | 7       | 2       | 35      | 18      | 19           | 7            | 2            | 10           | 21           | 28           | 38     | 17     | 9      | 12     | 56     | 46     | +10 |
| Coppa Italia    | -     | 2       | 1       | 1       | 0       | 5       | 1       | 2            | 0            | 0            | 2            | 0            | 2            | 4      | 1      | 1      | 2      | 5      | 3      | +2  |
| Coppa Intertoto | -     | 1       | 1       | 0       | 0       | 1       | 0       | 1            | 1            | 0            | 0            | 1            | 0            | 2      | 2      | 0      | 0      | 2      | 0      | +2  |
| Coppa UEFA      | -     | 2       | 0       | 2       | 0       | 3       | 3       | 2            | 1            | 1            | 0            | 1            | 0            | 4      | 1      | 3      | 0      | 4      | 3      | +1  |
| Totale          | -     | 24      | 12      | 10      | 2       | 44      | 22      | 24           | 9            | 3            | 12           | 23           | 30           | 48     | 21     | 13     | 14     | 67     | 52     | +15 |

### Andamento in campionato
| Giornata  | 1 | 2 | 3  | 4  | 5  | 6  | 7  | 8 | 9  | 10 | 11 | 12 | 13 | 14 | 15 | 16 | 17 | 18 | 19 | 20 | 21 | 22 | 23 | 24 | 25 | 26 | 27 | 28 | 29 | 30 | 31 | 32 | 33 | 34 | 35 | 36 | 37 | 38 |
| --------- | - | - | -- | -- | -- | -- | -- | - | -- | -- | -- | -- | -- | -- | -- | -- | -- | -- | -- | -- | -- | -- | -- | -- | -- | -- | -- | -- | -- | -- | -- | -- | -- | -- | -- | -- | -- | -- |
| Luogo     | T | C | T  | C  | T  | C  | T  | C | T  | C  | T  | C  | T  | C  | T  | C  | T  | C  | T  | C  | T  | C  | T  | C  | T  | C  | T  | C  | T  | C  | T  | C  | T  | C  | T  | C  | T  | C  |
| Risultato | V | N | P  | N  | P  | V  | P  | V | P  | P  | V  | V  | P  | V  | P  | N  | P  | V  | N  | V  | P  | V  | V  | N  | P  | N  | V  | V  | V  | N  | V  | V  | P  | V  | N  | P  | V  | N  |
| Posizione | 6 | 7 | 10 | 10 | 14 | 10 | 12 | 9 | 12 | 13 | 12 | 8  | 10 | 7  | 10 | 10 | 10 | 9  | 8  | 7  | 8  | 7  | 7  | 7  | 7  | 7  | 7  | 6  | 6  | 7  | 7  | 6  | 6  | 6  | 6  | 7  | 6  | 6  |

Legenda:

Luogo: C = Casa; T = Trasferta. Risultato: V = Vittoria; N = Pareggio; P = Sconfitta.

### Classifica marcatori stagionali
Si intende la somma dei gol di campionato, Coppa Intertoto, Coppa UEFA e Coppa Italia. Tra parentesi sono indicati i gol su rigore.
| Gol    | Marcatore    | Ruolo |
| 13 (4) | Bellucci     | A     |
| 10     | Cassano      | A     |
| 10     | Maggio       | C     |
| 5      | Sammarco     | C     |
| 5 (1)  | Montella     | A     |
| 4      | Bonazzoli    | A     |
| 3      | Delvecchio   | C     |
| 2      | Franceschini | C     |
| 2      | Palombo      | C     |
| 2      | Gastaldello  | D     |
| 2      | Sala         | D     |
| 2      | Volpi        | C     |
| 1      | Accardi      | D     |
| 1      | Caracciolo   | A     |
| 1      | Palombo      | C     |
| 1      | Lucchini     | D     |
| 1      | Ziegler      | C     |
| 1      | Campagnaro   | D     |